# Оке Сундборг
Оке Сундборг (швед. Åke Sundborg; 15 жовтня 1921 — 23 травня 2007) — шведський географ та геоморфолог, відомий своїм внеском у гідрологію та геоморфологічну динаміку річок. Він активно працював в Упсальському університеті, де навчався під керівництвом Філіпа Хюльстрема, якого врешті-решт змінив на кафедрі фізичної географії. Окрім досліджень річок, Сундборг зробив внесок у клімат міст, розподіл лесу та седиментацію водойм та озер. Він вивчав річки в Швеції, а також різні великі річки в Африці та Азії.

## Академічна кар'єра
Теза філософії ліцензіата Сундборга була предметом міського клімату Уппсали. Дисертація отримала міжнародне визнання, коли кліматолог Гельмут Ландсберг похвалив її за те, що вона містить одну з перших теорій про клімат міст.
Оке Сундборга привернув харизматичний Філіп Хюльстрем, котрий вплинув на нього, щоб він змінив область навчання та здобув ступінь доктора філософії дослідження з флювіальної геоморфології під його керівництвом. Дисертація  Сундборга 1956 р. досліджувала зв'язок між геоморфологією та гідрологією в меандрах нижньої течії Клаларвена у його рідному Вермланді. Дисертація стала вважатися еталонною роботою для подібних досліджень.  До 1956 року Оке Сундборг значно покращив діаграму кривої Хюльстрема, додавши лінії та вищий рівень деталізації. Згодом він був працевлаштований в Університеті Уппсали, де керував будівництвом геоморфологічної лабораторії. З часом ця лабораторія залучила численних запрошених науковців та докторів наук. студентів. Разом з іншими кандидатами наук студенти Хьюлстрема, Андерс Рапп, Вальтер Аксельссон та Джон О. Норрман, Сундборг був частиною того, що стало відомим як Уппсальська школа фізичної географії. Починаючи з 1960-х Сундборг розпочав низку досліджень річок за межами Швеції, як дослідник, так і як зарубіжний радник. Як такий він вивчав Міссісіпі, Руфіджі, Ніл, Ганг, Брахмапутру, Червону річку та Жовту річку. У 1960-х Сундборг вивчав наслідки греблі Євфрату до будівлі греблі Табка в Сирії. Сундборг підрахував кількість осадів, які потраплять у нове озеро (в 1970-х роках зародилося озеро Асад), і склав математичну модель того, як у ньому буде розвиватися нова дельта річки. Пізніше будівництво греблі вгору за течією Туреччини, однак, значно зменшило кількість відкладень, що вносились в озеро Асад.
Сундборг змінив Хюльстрема на посаді професора фізичної географії в Уппсальському університеті в 1969 р. і займав цю посаду до 1986 р. Він був обраний членом Королівської шведської академії наук у 1973 р.